# Thomas Bellinck
Thomas Bellinck (1983) is theatermaker en kunstenaar. In 2009 studeert hij als regisseur af aan het RITCS, de Brusselse hogeschool voor audiovisuele en dramatische kunsten. Voor zijn regieopleiding studeert hij Germaanse Filologie aan de KU Leuven.
Tijdens zijn opleiding aan het RITCS staat hij als speler in verschillende producties van het Nieuwpoorttheater, Theater Antigone en 't Arsenaal. Wanneer hij in 2009 geselecteerd wordt voor Het Theaterfestival voor een politieke actie met hongerstakende sans papiers, opent hij het festival met een speech, getiteld We waren aan het sterven en toen kregen we een prijs. Datzelfde jaar maakt hij samen met Ewout D'Hoore en gedetineerden van de Leuvense Hulpgevangenis de theatervoorstelling Heroes and Villains. Het repetitieproces is te zien in de tv-reeks Leuven Hulp.
Samen met acteur en voormalige klasgenoot Jeroen Van der Ven richt Bellinck in 2010 het theatergezelschap Steigeisen op. Met Steigeisen maken ze de voorstellingen Fobbit, Billy, Sally, Jerry and the .38 Gun, Lethal Inc., De Onkreukelbare en Memento Park. In 2011 wordt Lethal Inc., een PowerPoint-voorstelling over de zoektocht naar humane executiemethodes, geselecteerd voor Het Theaterfestival 2011.
Naast de voorstellingen die hij maakt met Steigeisen, is Bellinck ook te zien in de opera Middle East van Frank Nuyts (Muziektheater LOD) en maakt hij, samen met patiënten van psychiatrisch centrum Sint Jan de Deo, Berg. In 2013 bouwt Thomas Bellinck Domo de Eŭropa Historio en Ekzilo(een productie van KVS), een futuristisch-historisch museum over het leven in de voormalige Europese Unie.. Na een eerste vertoning in Brussel, reisde de expo ook naar andere Europese steden waaronder Rotterdam, Wenen, Athene, Wiesbaden en Marseille. 
Samen met schrijver en theatermaker Pieter De Buysser richt Thomas Bellinck in 2015 ROBIN op, een Brussels productiegenootschap, bezield en beheerd door kunstenaars.
Vanaf 2017 is Thomas als doctoraal onderzoeker in de kunsten verbonden aan KASK / School of Arts van de HoGent, waar hij werkt aan Simple as ABC, een reeks performances en installaties over de ‘Westerse Migratiemachine’ en waar hij medeoprichter is van The School of Speculative Documentary, samen met filmmaker An van Dienderen en fotografen Michiel De Cleene en Max Pinckers.
In mei 2017 gaat Simple as ABC #2: Keep Calm & Validate, een documentaire muziektheatervoorstelling over digitaal migratiemanagement, in première en daarna op tournee door Europa. In het kader van kunstenaar en scenograaf Jozef Wouters’ decoratelierproject Infini, creëerde hij reeds in 2015 Simple as ABC #1: Man vs Machine, een theatraal essay over migratiespitstechnologie.